# Lurens sommarteater

Lurens sommarteater är en finlandssvensk amatörteater som ligger cirka 7 kilometer norr om centrum av staden Lovisa i Finland. Spelsäsongen är från slutet av juni till början av augusti. Föreställningarna uppförs i allmänhet fyra gånger i veckan.
Lurens gård omnämndes första gången redan på 1500-talet. Gården har sannolikt fått sitt namn från en släkt vid namn Luhr eller Luur som under 1600-talet och 1700-talet ägde gården. På 1700-talet kom släkten Lindfors till gården. 1933 erhöll dåvarande Pernå kommun gården genom en donation av fru Elise Lindfors. 1964 erhöll Östra Nylands Ungdomsförbund dispositionsrätten till gården. 1966 uppfördes den första vridläktaren på Lurens museums gårdsplan och den har förnyats 1982. Nybyggnaden, Löjtnantsgården, invigdes den 4 juni 2000.
Lurens sommarteater har genom åren fått understöd av bland annat Svenska Kulturfonden, Konstsamfundet, Waldermar von Frenkells stiftelse, Lovisa stad, Brita Maria Renlunds stiftelse, Stiftelsen Emilie och Rudolf Gesellius fond och William Thurings stiftelse.

## Pjäser genom åren
På Lurens har man spelat pjäser sedan 1958. Nedan följer en lista över dem.
| År            | Pjäsnamn                          | Manus                                                                      | Regi                 |
| ------------- | --------------------------------- | -------------------------------------------------------------------------- | -------------------- |
| 1958          | Sockenskomakarna                  | Aleksis Kivi                                                               | Nils Brandt          |
| 1959          | Värmlänningarna                   | F.A. Dahlgren                                                              | Erik Andersson       |
| 1961          | Mans Kvinna                       | Vilhelm Moberg                                                             | Erik Andersson       |
| 1962          | Stockflottarna                    | Teuvo Pakkala                                                              | Axel Slangus         |
| 1963          | Himlaspelet                       | Rune Lindström                                                             | Hans Forss           |
| 1964          | Bondbröllopet                     | Sigge Strömberg                                                            | Sigge Strömberg      |
| 1965 och 1966 | Dunungen                          | Selma Lagerlöf                                                             | Hedvig Sievers       |
| 1967          | Jeppe på berget                   | Ludvig Holberg                                                             | Per Tuominen         |
| 1968 och 1969 | Sju bröder                        | Aleksis Kivi                                                               | Börje Lampenius      |
| 1970          | Slättens melodi                   | Sigge Strömberg (musik: Holger Backman)                                    | Margaret von Martens |
| 1971          | Markurells i Wadköping            | Hjalmar Bergman                                                            | Börje Lampenius      |
| 1972          | Tehuset Augustimånen              | John Patrick                                                               | Börje Lampenius      |
| 1973          | Tre vita skjortor                 | Walentin Chorell                                                           | Börje Lampenius      |
| 1974          | Revisorn                          | Nikolaj Gogol                                                              | Börje Lampenius      |
| 1975          | Valborgsmässoafton                | Frans Hedberg                                                              | Hedvig Sievers       |
| 1976          | Spelman på taket                  | Josef Stein m.fl. efter Shalom Aleichem (musik: Jerry Bock)                | Helen Elde           |
| 1977          | Hurra, en pojke                   | Frans Arnold och Ernst Bach                                                | Sven Sid             |
| 1978 och 1979 | Värdshuset Vita hästen            | Hans Müller m.fl. (musik: Ralph Benatzky)                                  | Börje Lampenius      |
| 1980          | Fäderna                           | Josefina Bengts                                                            | Erik Andersson       |
| 1981          | Värmlänningarna                   | F.A. Dahlgren                                                              | Helen Elde           |
| 1982          | Gösta Berlings saga               | Selma Lagerlöf                                                             | Börje Lampenius      |
| 1983          | Sockenskomakarna                  | Alexis Kivi                                                                | Hedvig Sievers       |
| 1984          | Hans nåds testamente              | Hjalmar Bergman                                                            | Börje Lampenius      |
| 1985          | Herr Puntila och hans dräng Matti | Bertolt Brecht                                                             | Algot Böstman        |
| 1986          | Hårda tider                       | Bengt Ahlfors                                                              | Algot Böstman        |
| 1987 och 1988 | The Sound of Music                | Richard Rogers                                                             | Sven Sid             |
| 1988          | Trollkarlen från Oz               | L. Frank Baum                                                              | Ingrid Söderblom     |
| 1989          | Eldkvasten                        | Johann Nestroy                                                             | Ingrid Söderblom     |
| 1990          | Vilsna vägar                      | Runar Schildt                                                              | Erik Andersson       |
| 1991          | Lilla helgonet                    | Meilhac/Millaud                                                            | Ingrid Söderbom      |
| 1992          | Emil i Lönneberga                 | Astrid Lindgren (musik: Georg Riedel)                                      | Ove Grundström       |
| 1993          | Pippi Långstrump                  | Astrid Lindgren (musik: Georg Riedel)                                      | Ove Grundström       |
| 1994          | Oklahoma                          | Richard Rogers och Oscar Hammerstein                                       | Ingrid Söderblom     |
| 1995          | Stor-Klas och Lill-Klas           | Gustaf af Geijerstam                                                       | Göran Sjöholm        |
| 1996          | Johannidrömmar                    | fritt efter Shakespeare                                                    | Göran Sjöholm        |
| 1997          | Smugglarkungen                    | Lars Huldén, Benget Ahlfors (musik: Lasse Mårtenson)                       | Göran Sjöholm        |
| 1998          | Den Ljufva Galenskapen            | Walentin Chorell (musik: Lampenius, Lasanen)                               | Börje Lampenius      |
| 1999          | Stockflottarna                    | Teuvo Pakkala (musik: Oskar Merikanto)                                     | Sven Sid             |
| 2000          | Robin Hood                        | Anna Simberg, Pasi Hiihtola, Peik Stenberg (musik: Sås och Kopp)           | Christian Lindroos   |
| 2001          | Jorden runt på 80 dagar           | Jules Verne (musik: Antti Jokinen)                                         | Christian Lindroos   |
| 2002          | Spelman på taket                  | Joseph Stein och Shaldon Harnick (musik: Jerry Bock)                       | Christian Lindroos   |
| 2003          | De tre musketörerna               | Alexandre Dumas d.ä. (musik: Pasi Hiitola)                                 | Christian Lindroos   |
| 2004          | Panik i Rölleby                   | Anna Bondestam och Bengt Ahlfors                                           | Göran Sjöholm        |
| 2005          | Sputnik                           | Fritt efter "Läkare mot sin vilja" av Molière                              | Göran Sjöholm        |
| 2006          | Sugar                             | Peter Stone och Bob Merrill (musik: Jules Styne)                           | Christian Lindroos   |
| 2007          | Hello, Dolly!                     | Michael Stewart och Jerry Herman                                           | Christian Lindroos   |
| 2008          | Amadeus                           | Peter Shaffer                                                              | Christian Lindroos   |
| 2009          | Pelle Svanslös                    | Gösta Knutsson                                                             | Christian Lindroos   |
| 2010          | Brudvalet                         | Mikaela Strömberg                                                          | Robert Jordas        |
| 2011          | Grease                            | Allan Carr                                                                 | Christian Lindroos   |
| 2012          | Nils Holgerssons underbara resa   | Selma Lagerlöf                                                             | Christian Lindroos   |
| 2013          | My Fair Lady                      | Alan Jay Lerner och Frederick Loewe                                        | Christian Lindroos   |
| 2014          | Så som i himmelen                 | Baserar sig på Kay Pollaks film, dramatisering Sofia Aminoff               | Christian Lindroos   |
| 2015          | Annie Mästerskytten               | Dorothy och Herbert Fields, Peter Stone. (musik: Irving Berlin)            | Oskar Silén          |
| 2016          | Djungelboken                      | Rudyard Kipling, Johan Gille och Robert Hedengren (musik: Markus Fagerudd) | Oskar Silén          |
| 2017          | Sällskapsresan                    | Bengt Palmers och Jakob Skarin                                             | Oskar Silén          |
| 2018          | Ronja Rövardotter                 | Astrid Lindgren                                                            | Tobias Zilliacus     |
| 2019          | Juntjävlar                        | Maria Blom                                                                 | Mika Fagerudd        |
| 2021          | Den Hejdlösa Husan                | Dan Kandell                                                                | Heini Rautoma        |
| 2022          | Sju bröder                        | Aleksis Kivi                                                               | Oskar Silén          |